# Grammacephalus kempi
Grammacephalus kempi är en insektsart som beskrevs av Singh-pruthi 1934. Grammacephalus kempi ingår i släktet Grammacephalus och familjen dvärgstritar. Inga underarter finns listade i Catalogue of Life.